# Боруля Катерина Юріївна
Катерина Юріївна Боруля (нім. Ekaterina Borulya; нар. 31 грудня 1969, Київ, Українська РСР) — німецька, раніше радянська і українська шахістка, майстер спорту СРСР з шахів (1989), гросмейстер серед жінок (1994). Переможниця чемпіонату Німеччини з шахів серед жінок (1994).

## Життєпис
Катерина Боруля народилась 1969 року в Києві.
Двічі брала участь у фіналах чемпіонату СРСР з шахів серед жінок, в яких в 1990 році посіла 12-е місце, а в 1991 році розділила 12-13-е місце.
Після розпаду СРСР спочатку виступала за Україну, але незабаром вийшла заміж за міжнародного майстра з шахів Ярослава Сроковського, і сім'я з двома дітьми переїхала до Німеччини. У 1994 році у Вупперталі перемогла в чемпіонаті Німеччини з шахів серед жінок. У 1995 році в Крефельді стала другою на цьому турнірі після поразки в додатковому матчі за звання чемпіонки. В тому ж році посіла четверте місце в міжнародному турнірі за швейцарською системою в Анген-ле-Бен, в якому перемогли Етьєн Бакро та Ігор Раусіс. У 2002 році представляла збірну Німеччини на шаховій олімпіаді серед жінок.
В останні роки рідше виступає у шахових турнірах. Працює шаховою тренеркою, психотерапевткою в шаховому центрі в Баден-Бадені